# فاليريا شابالينا
فاليريا أندريفنا شابالينا (الروسية: Валерия Андреевна Шабалина ؛ من مواليد 9 يونيو 1995) هي لاعبة سباحة روسية للمعاقين يتنافس في الأحداث على المستوى الدولي. هي بطلة أولمبية للمعاقين ثلاث مرات. علاوة على ذلك ، فقد فازت بالعديد من الميداليات في كل من بطولة العالم للسباحة لذوي الاحتياجات الخاصة وألعاب ايناس العالمية. وهي حاصلة على درجة الماستير في الرياضة في روسيا.